# Pitkäjärvi (Gällivare socken, Lappland, 749108-174026)
Pitkäjärvi är en sjö i Gällivare kommun i Lappland och ingår i Kalixälvens huvudavrinningsområde. Sjön har en area på 0,165 kvadratkilometer och ligger 377,1 meter över havet.

## Delavrinningsområde
Pitkäjärvi ingår i det delavrinningsområde (749145-174017) som SMHI kallar för Utloppet av Pitkäjärvi. Medelhöjden är 380 meter över havet och ytan är 0,61 kvadratkilometer. Räknas de 2 avrinningsområdena uppströms in blir den ackumulerade arean 1,43 kvadratkilometer. Vattendraget som avvattnar avrinningsområdet har biflödesordning 5, vilket innebär att vattnet flödar genom totalt 5 vattendrag innan det når havet efter 227 kilometer. Avrinningsområdet består mestadels av skog (64 procent). Avrinningsområdet har 0,16 kvadratkilometer vattenytor vilket ger det en sjöprocent på 26,3 procent.